# فهرست کشورهای عضو اتحادیه اروپا
اتحادیه اروپا (EU)، یک اتحادیه سیاسی و اقتصادی متشکل از ۲۷ کشور عضو است که طرف معاهدات بنیانگذار اتحادیه اروپا و در نتیجه مشمول امتیازات و تعهدات عضویت هستند. آنها بر اساس معاهدات موافقت کرده‌اند که از طریق نهادهای اتحادیه اروپا در برخی جنبه‌های حکومت، حاکمیت خود را به اشتراک بگذارند. دولت‌های ایالتی باید به اتفاق آرا در شورا برای اتخاذ برخی سیاست‌ها توسط اتحادیه موافقت کنند. برای دیگران، تصمیمات جمعی با رای‌گیری اکثریت واجد شرایط گرفته می‌شود.

### گسترش

کشورهای عضو اتحادیه اروپا (آبی تیره) (۱۹۹۳–اکنون)؛ قبل از سال ۱۹۹۳، اتحادیه اروپا، به عنوان جوامع اروپایی (آبی روشن) شناخته میشد. (به صورت متحرک به ترتیب الحاق و جدایی)

## نظام‌های سیاسی

جمهوری ریاستی
جمهوری نیمه‌ریاستی
جمهوری پارلمانی
پادشاهی مشروطه پارلمانی

## فهرست اعضا
| پرچم | نام        | الحاق         | پایتخت     | بزرگترین شهر    | جمعیت      | مساحت (کیلومتر مربع) | تولید ناخالص داخلی (میلیون دلار آمریکا) | تولید ناخالص داخلی (برابری قدرت خرید) درآمد سرانه | واحد پول | شاخص جینی | شاخص توسعه انسانی | نمایندگان پارلمان اروپا | زبان‌ها                                 |
| ---- | ---------- | ------------- | ---------- | --------------- | ---------- | -------------------- | --------------------------------------- | ------------------------------------------------- | -------- | --------- | ----------------- | ----------------------- | -------------------------------------- |
|      | اتریش      | ۱ ژانویه ۱۹۹۵ | وین        | وین             | ۸٬۹۲۶٬۰۰۰  | ۸۳٬۸۵۵               | ۴۴۷٬۷۱۸                                 | 55,406                                            | یورو     | ۲۹٫۱      | ۰٫۹۲۲             | ۱۹                      | آلمانی                                 |
|      | بلژیک      | بنیانگذار     | بروکسل     | بروکسل          | ۱۱٬۵۶۶٬۰۴۱ | ۳۰٬۵۲۸               | ۵۱۷٬۶۰۹                                 | 50,114                                            | یورو     | ۳۳٫۰      | ۰٫۹۳۱             | ۲۱                      | هلندی فرانسوی آلمانی                   |
|      | بلغارستان  | ۱ ژانویه ۲۰۰۷ | صوفیه      | صوفیه           | ۶٬۹۱۶٬۵۴۸  | ۱۱۰٬۹۹۴              | ۶۶٬۲۵۰                                  | 23,741                                            | لو       | ۲۹٫۲      | ۰٫۸۱۶             | ۱۷                      | بلغاری                                 |
|      | کرواسی     | ۱ ژوئیه ۲۰۱۳  | زاگرب      | زاگرب           | ۴٬۰۳۶٬۳۵۵  | ۵۶٬۵۹۴               | ۶۰٬۷۰۲                                  | 27,681                                            | یورو     | ۲۹        | ۰٫۸۵۱             | ۱۲                      | کرواتی                                 |
|      | قبرس       | ۱ مه ۲۰۰۴     | نیکوزیا    | نیکوزیا         | ۸۹۶٬۰۰۰    | ۹٬۲۵۱                | ۲۴٬۲۸۰                                  | 39,079                                            | یورو     | ۳۱٫۲      | ۰٫۸۸۷             | ۶                       | یونانی ترکی                            |
|      | جمهوری چک  | ۱ مه ۲۰۰۴     | پراگ       | پراگ            | ۱۰٬۵۷۴٬۱۵۳ | ۷۸٬۸۶۶               | ۲۴۶٬۹۵۳                                 | 40,293                                            | کرونا    | ۲۵٫۸      | ۰٫۹۰۰             | ۲۱                      | چکی                                    |
|      | دانمارک    | ۱ ژانویه ۱۹۷۳ | کپنهاگ     | کپنهاگ          | ۵٬۸۳۳٬۸۸۳  | ۴۳٬۰۷۵               | ۳۴۷٬۱۷۶                                 | 57,781                                            | کرون     | ۲۴٫۷      | ۰٫۹۴۰             | ۱۴                      | دانمارکی                               |
|      | استونی     | ۱ مه ۲۰۰۴     | تالین      | تالین           | ۱٬۳۳۰٬۰۶۸  | ۴۵٬۲۲۷               | ۳۱٬۰۳۸                                  | 37,033                                            | یورو     | ۳۶٫۰      | ۰٫۸۹۲             | ۷                       | استونیایی                              |
|      | فنلاند     | ۱ ژانویه ۱۹۹۵ | هلسینکی    | هلسینکی         | ۵٬۵۲۷٬۴۹۳  | ۳۳۸٬۴۲۴              | ۲۶۹٬۶۵۴                                 | 49,334                                            | یورو     | ۲۶٫۹      | ۰٫۹۳۸             | ۱۴                      | فنلاندی سوئدی                          |
|      | فرانسه     | بنیانگذار     | پاریس      | پاریس           | ۶۷٬۴۳۹٬۶۱۴ | ۶۳۲٬۸۳۳              | ۲٬۷۰۷٬۰۷۴                               | 45,454                                            | یورو     | ۳۲٫۷      | ۰٫۹۰۱             | ۷۹                      | فرانسوی                                |
|      | آلمان      | بنیانگذار     | برلین      | برلین           | ۸۳٬۱۲۰٬۵۲۰ | ۳۵۷٬۳۸۶              | ۳٬۸۶۳٬۳۴۴                               | 53,571                                            | یورو     | ۳۱٫۹      | ۰٫۹۴۷             | ۹۶                      | آلمانی                                 |
|      | یونان      | ۱ ژانویه ۱۹۸۱ | آتن        | آتن             | ۱۰٬۶۸۲٬۵۴۷ | ۱۳۱٬۹۹۰              | ۲۱۴٬۰۱۲                                 | 29,045                                            | یورو     | ۳۴٫۳      | ۰٫۸۸۸             | ۲۱                      | یونانی                                 |
|      | مجارستان   | ۱ مه ۲۰۰۴     | بوداپست    | بوداپست         | ۹٬۷۳۰٬۷۷۲  | ۹۳٬۰۳۰               | ۱۷۰٬۴۰۷                                 | 32,434                                            | فورینت   | ۳۰٫۰      | ۰٫۸۵۴             | ۲۱                      | مجارستانی                              |
|      | ایرلند     | ۱ ژانویه ۱۹۷۳ | دوبلین     | دوبلین          | ۵٬۰۰۶٬۳۲۴  | ۷۰٬۲۷۳               | ۳۸۴٬۹۴۰                                 | 89,383                                            | یورو     | ۳۴٫۳      | ۰٫۹۵۵             | ۱۳                      | انگلیسی ایرلندی                        |
|      | ایتالیا    | بنیانگذار     | رم         | رم              | ۵۹٬۸۶۲٬۳۴۸ | ۳۰۱٬۳۳۸              | ۱٬۹۸۸٬۶۳۶                               | 40,065                                            | یورو     | ۳۶٫۰      | ۰٫۸۹۲             | ۷۶                      | ایتالیایی                              |
|      | لتونی      | ۱ مه ۲۰۰۴     | ریگا       | ریگا            | ۱٬۸۹۳٬۲۲۳  | ۶۴٬۵۸۹               | ۳۵٬۰۴۵                                  | 30,579                                            | یورو     | ۳۵٫۷      | ۰٫۸۶۶             | ۸                       | لتونیایی                               |
|      | لیتوانی    | ۱ مه ۲۰۰۴     | ویلنیوس    | ویلنیوس         | ۲٬۷۹۵٬۶۸۰  | ۶۵٬۲۰۰               | ۵۳٬۶۴۱                                  | 38,605                                            | یورو     | ۳۵٫۸      | ۰٫۸۸۲             | ۱۱                      | لیتوانیایی                             |
|      | لوکزامبورگ | بنیانگذار     | لوکزامبورگ | لوکزامبورگ      | ۶۳۳٬۳۴۷    | ۲٬۵۸۶٫۴              | ۶۹٬۴۵۳                                  | 112,875                                           | یورو     | ۳۰٫۸      | ۰٫۹۱۶             | ۶                       | فرانسوی آلمانی لوگزامبورگی             |
|      | مالت       | ۱ مه ۲۰۰۴     | والتا      | سان پال ایلبهار | ۵۱۶٬۱۰۰    | ۳۱۶                  | ۱۴٬۸۵۹                                  | 43,086                                            | یورو     | ۲۵٫۸      | ۰٫۸۹۵             | ۶                       | مالتی انگلیسی                          |
|      | هلند       | بنیانگذار     | آمستردام   | آمستردام        | ۱۷٬۶۱۴٬۸۴۰ | ۴۱٬۵۴۳               | ۹۰۲٬۳۵۵                                 | 57,101                                            | یورو     | ۳۰٫۹      | ۰٫۹۴۴             | ۲۹                      | هلندی فریسی                            |
|      | لهستان     | ۱ مه ۲۰۰۴     | ورشو       | ورشو            | ۳۷٬۸۴۰٬۰۰۱ | ۳۱۲٬۶۸۵              | ۵۶۵٬۸۵۴                                 | 33,739                                            | زلوتی    | ۳۴٫۹      | ۰٫۸۸۰             | ۵۲                      | لهستانی                                |
|      | پرتغال     | ۱ ژانویه ۱۹۸۶ | لیسبون     | لیسبون          | ۱۰٬۲۹۸٬۲۵۲ | ۹۲٬۲۱۲               | ۲۳۶٬۴۰۸                                 | 33,131                                            | یورو     | ۳۲٫۱      | ۰٫۸۶۴             | ۲۱                      | پرتغالی                                |
|      | رومانی     | ۱ ژانویه ۲۰۰۷ | بخارست     | بخارست          | ۱۹٬۱۸۶٬۲۰۱ | ۲۳۸٬۳۹۱              | ۲۴۳٬۶۹۸                                 | 30,141                                            | لئو      | ۳۱٫۵      | ۰٫۸۲۸             | ۳۳                      | رومانیایی                              |
|      | اسلواکی    | ۱ مه ۲۰۰۴     | براتیسلاوا | براتیسلاوا      | ۵٬۴۵۹٬۷۸۱  | ۴۹٬۰۳۵               | ۱۰۶٬۵۵۲                                 | 32,184                                            | یورو     | ۲۵٫۸      | ۰٫۸۶۰             | ۱۴                      | اسلواکی                                |
|      | اسلوونی    | ۱ مه ۲۰۰۴     | لیوبلیانا  | لیوبلیانا       | ۲٬۱۰۸٬۹۷۷  | ۲۰٬۲۷۳               | ۵۴٬۱۵۴                                  | 38,506                                            | یورو     | ۳۱٫۲      | ۰٫۹۱۷             | ۸                       | اسلوونیایی                             |
|      | اسپانیا    | ۱ ژانویه ۱۹۸۶ | مادرید     | مادرید          | ۴۷٬۳۹۴٬۲۲۳ | ۵۰۴٬۰۳۰              | ۱٬۳۹۷٬۸۷۰                               | 38,143                                            | یورو     | ۳۲٫۰      | ۰٫۹۰۴             | ۵۹                      | اسپانیایی گالیسی کاتالان اکسیتان باسکی |
|      | سوئد       | ۱ ژانویه ۱۹۹۵ | استکهلم    | استکهلم         | ۱۰٬۳۷۰٬۰۰۰ | ۴۴۹٬۹۶۴              | ۵۲۸٬۹۲۹                                 | 52,477                                            | کرون     | ۲۵٫۰      | ۰٫۹۴۵             | ۲۱                      | سوئدی                                  |

Notes
1. ↑  De facto (though not de jure) excludes the disputed territory of Turkish Cyprus and the U.N. buffer zone. See: Cyprus dispute.
2. ↑  The Turkish language is not an official language of the European Union.
3. ↑  Officially recognised minority languages:   - Slovak
  - German
  - Polish
  - Belarusian
  - Bulgarian
  - Croatian
  - Greek
  - Hungarian
  - Romani
  - Russian
  - Rusyn
  - Serbian
  - Ukrainian
  - Vietnamese
4. ↑  Excludes the autonomous regions of Greenland, which left the then-EEC in 1985, and the Faroe Islands.
5. ↑  Includes Åland, an autonomous region of Finland.
6. ↑  Includes the overseas regions of French Guiana, Guadeloupe, Martinique, Mayotte, Réunion, Saint Barthélemy, Saint Pierre and Miquelon and the overseas collectivity of Saint Martin. Excludes the overseas collectivities of French Polynesia and Wallis and Futuna; the special collectivity of New Caledonia; Clipperton Island; and the French Southern and Antarctic Lands.
7. ↑  On ۳ اکتبر ۱۹۹۰, the territory of the former German Democratic Republic acceded to the Federal Republic of Germany to form present-day Germany, automatically becoming part of the EU.
8. ↑  The Luxembourgish language is not an official language of the European Union.
9. ↑  Excludes the three special municipalities of the Netherlands (Bonaire, Sint Eustatius, and Saba). Also excludes the three other constituent countries of the Kingdom of the Netherlands (Aruba, Curaçao and Sint Maarten).
10. ↑  The Frisian language is not an official language of the European Union.
11. ↑  Includes the autonomous regions of the Azores and Madeira.
12. ↑  Mirandese is an officially recognized minority language. The law provides for its promotion and allows its usage for local matters in Miranda do Douro municipality. It is not an official language of the European Union.
13. ↑  Includes the autonomous community of the Canary Islands; the autonomous cities of Ceuta and Melilla; and the territories comprising the plazas de soberanía.

### اعضای سابق
| پرچم | نام      | الحاق         | خروج           | پایتخت | بزرگترین شهر | جمعیت      | مساحت (کیلومتر مربع) | تولید ناخالص داخلی (میلیون دلار آمریکا) | تولید ناخالص داخلی (برابری قدرت خرید) درآمد سرانه | واحد پول | شاخص جینی | شاخص توسعه انسانی | زبان‌ها  |
| ---- | -------- | ------------- | -------------- | ------ | ------------ | ---------- | -------------------- | --------------------------------------- | ------------------------------------------------- | -------- | --------- | ----------------- | ------- |
|      | بریتانیا | ۱ ژانویه ۱۹۷۳ | ۳۱ ژانویه ۲۰۲۰ | لندن   | لندن         | ۶۷٬۷۹۱٬۴۰۰ | ۲۴۲٬۴۹۵              | ۳٬۱۵۸٬۹۳۸                               | ۵۶٬۴۷۱                                            | استرلینگ | ۳۶٫۶      | ۰٫۹۲۹             | انگلیسی |